# Torre Mapfre (Sevilla)
La Torre Mapfre, situada en Sevilla, en el barrio de Triana fue un edificio sede de la aseguradora Mapfre. Contaba con una torre de 12 plantas para oficinas, dos edificios adyacentes donde se encontraban centros de rehabilitación, y varios sótanos con boxes para realizar peritaciones de vehículos.
El Edificio fue sede central de la mencionada aseguradora para toda la Provincia de Sevilla, Andalucía Occidental y parte de Extremadura.

## Historia
La torre fue proyectada por la aseguradora Mapfre para servir de oficinas centrales en Sevilla. Su construcción se inició en el año 1990, en plena remodelación urbana que sufrió la ciudad a principios de la década de los 90, con motivo de la exposición universal EXPO'92. El edificio fue completado dos años después, en 1992, año de la citada exposición. Su ubicación situaba el edificio a escasos metros de la entrada principal del recinto de la EXPO, lo que unido a la altura de la torre, que destacaba sobre el resto de edificios de la zona, lo convirtió en un magnifico reclamo publicitario para la compañía.
Además, dicho emplazamiento, en el extremo norte del barrio de Triana, al final de la Ronda de Los Tejares y en el límite municipal de la ciudad, ofrecía excelentes conexiones con las autovías que allí discurren, la SE-30, la A-49 y la A-66.
El edificio funcionó durante 30 años como oficinas centrales de Mapfre en Andalucía Occidental. Sin embargo, los cambios en los hábitos de trabajo de oficina, fruto de la pandemia de COVID-19, a raíz de la cual se inició la popularización del teletrabajo, hizo que el número de empleados presenciales disminuyera drásticamente, por lo que ya no se requería un edificio de grandes dimensiones.

## Abandono de la actividad y demolición
En marzo de 2023, se hizo público que la compañía había desocupado el edificio y trasladado su sede a la Isla de la Cartuja y que Mapfre había vendido el inmueble a un promotor que lo transformaría en un bloque de viviendas.
Tan sólo un año después se anunció que los planes definitivos para el nuevo residencial pasaban por la construcción de un edificio de nueva planta, por lo que el edificio de la torre sería demolido, comenzando los trabajos en junio de ese mismo año.
Los trabajos de demolición se extendieron durante un mes, no sin encontrar problemas. Durante el proceso surgieron inestabilidades en la estructura, aunque los trabajos no se detuvieron. Finalmente, cuando solo restaban 4 plantas por demoler, se produjo un derrumbe, ocasionando que toda la estructura restante colapsara, causando daños al edificio contiguo, iniciándose una investigación por parte de las autoridades municipales, para aclarar lo sucedido.